# Gollania isopterygioides
Gollania isopterygioides là một loài Rêu trong họ Hypnaceae. Loài này được (Broth. & Paris) Broth. mô tả khoa học đầu tiên năm 1908.